# جوفري ولكنسون
جوفري ولكنسون (بالإنجليزية: Geoffrey Wilkinson)‏ هو كيميائي بريطاني ولد في 14 يوليو 1921 وتوفي في 26 سبتمبر 1996.
هو أصيل منطقة يوركشير درس في امبريال كوليدج في لندن . أجرى أبحاثه الأولى حول الكيمياء النووية حيث عمل على المشروع الكندي للطاقة النووية في مونتريال بين 1942 و 1946. ثم عمل بين عامي 1946 و1950 في جامعة كاليفورنيا في بيركلي تحت إشراف غلين سيبورغ.
توجه بعد ذلك إلى مجال الكيمياء اللاعضوية وتحصل سنة 1955 على مقعد في امبريال كوليدج في لندن. وقد اشتهر باكتشافه ل Fe(C5H5)2.

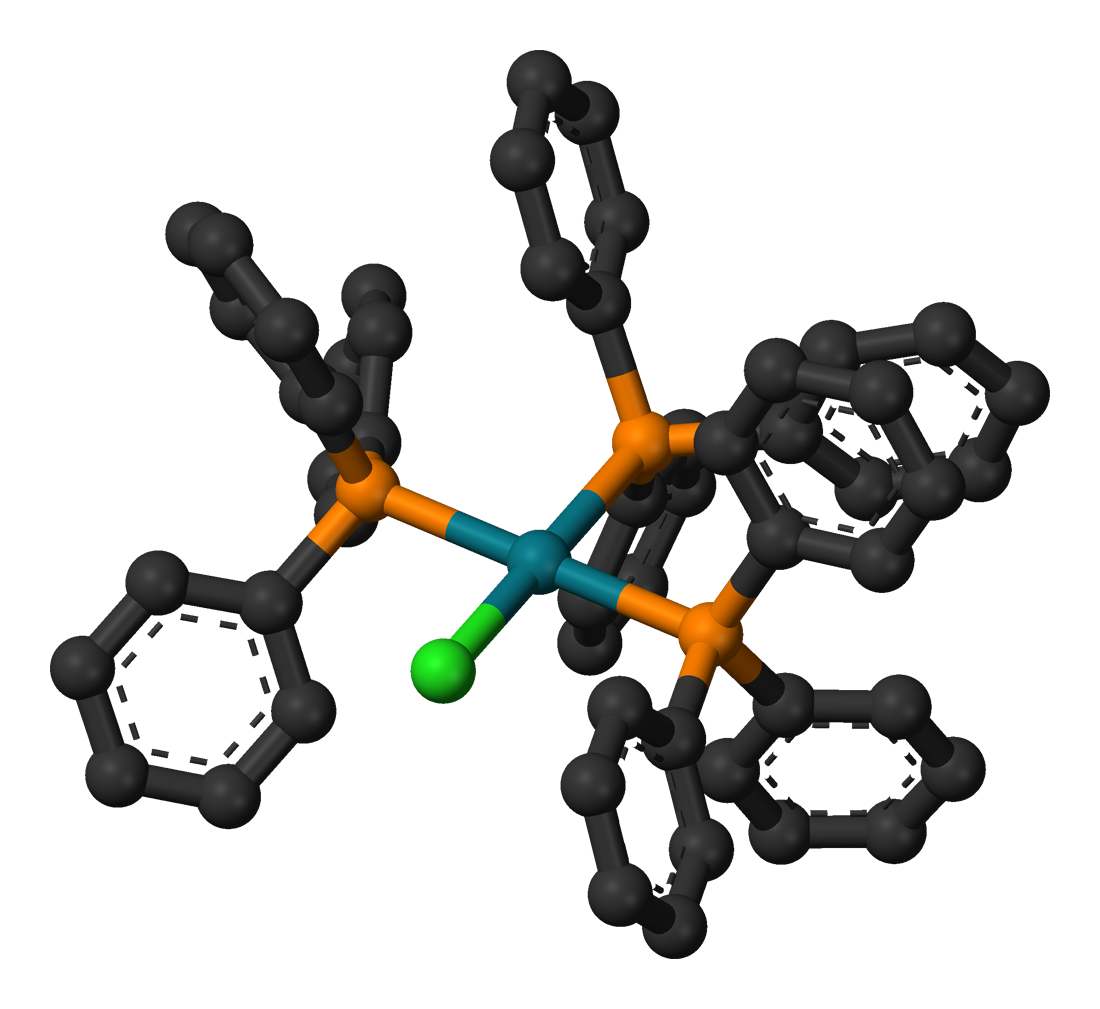
محفز ويلكنسون

انضم إلى الجمعية الملكية في 18 مارس 1965. حصل على جائزة نوبل في الكيمياء لسنة 1973.

## روابط خارجية
- جوفري ولكنسون على موقع الموسوعة البريطانية (الإنجليزية)
- جوفري ولكنسون على موقع مونزينجر (الألمانية)
- جوفري ولكنسون على موقع إن إن دي بي (الإنجليزية)